# Гарсенская волость
Гарсенская волость (латыш. Gārsenes pagasts) — одна из двадцати пяти территориальных единиц Екабпилсского края Латвии. Находится на юге края. Граничит с городом Акнисте, Акнистской и Асарской волостями своего края, Продской волостью Даугавпилсского края, а также с Юодупским староством Рокишкского района Литвы.
Крупнейшими населёнными пунктами волости являются сёла: Гарсене (волостной центр), Баяри, Буткены, Элнены, Инданы, Яканы, Крауяс, Кукалены, Прунькены, Силс, Вецмуйжа, Зилены.
В селе Гарсене находятся Гарсенская лютеранская церковь и сохранившееся здание бывшего Гарсенского поместья.
По территории волости протекают реки: Диенвидсусея, Добе, Элсите, Индану.

## История
Гарсенская волость была первоначально сформирована на землях Гарсенского поместья. В 1889 году она была объединена с Асарской волостью. После 1918 года Асарская волость вновь стала самостоятельной территориальной единицей. В 1935 году площадь Акнистской волости составляла 65,3 км², при населении 1105 жителей.
В 1945 году в Гарсенской волости Илукстского уезда были созданы Гарсенский и Вецумский сельские советы. После отмены в 1949 году волостного деления Гарсенский сельсовет входил поочерёдно в состав Акнистского (1949—1956), Илукстского (1956—1967) и Екабпилсского (1967—2009) районов.
В 1954 году к Гарсенскому сельсовету была добавлена территория ликвидированного Вецумского сельсовета.
В 1990 году Гарсенский сельсовет был реорганизован в волость. В 2009 году, по окончании латвийской административно-территориальной реформы, Гарсенская волость вошла в состав Акнистского края.
В 2021 году в результате новой административно-территориальной реформы Акнистский край был упразднён, Гарсенская волость была включена в Екабпилсский край.